# Барышников, Николай Васильевич
Никола́й Васи́льевич Бары́шников (род. 1948) — советский и российский ученый, специалист в области лингводидактики, доктор педагогических наук (1999), профессор.

## Биография
Родился 27 января 1948 года в селе Ладовская Балка Красногвардейского района Ставропольского края. Окончив в 1966 году Ладбалковскую среднюю школу, в 1967 году поступил на факультет французского языка Пятигорского государственного педагогического института иностранных языков, который окончил в 1972 году (квалификация: «учитель французского и английского языков средней школы»).
Педагогическую деятельность начал учителем английского языка в школах-восьмилетках № 2, 6 и 8 г. Светлограда Ставропольского края, в 1973—1975 годах преподавал английский и французский языки в Вознесенской средней школе Апанасенковского района. В 1975—1977 годах работал ассистентом кафедры иностранных языков Пятигорского фармацевтического института.
В 1977—1980 годах проходил на кафедре методики обучения иностранным языкам Ленинградского государственного педагогического института им. А. И. Герцена программу очной аспирантуры. В 1981 году защитил диссертацию на соискание учёной степени кандидата педагогических наук, тема: «Обучение чтению с использованием двуязычного словаря на среднем этапе общеобразовательной школы (на материале французского языка)», научный руководитель — к.п.н., доцент Т. А. Чистякова. В 1999 году защитил диссертацию на соискание учёной степени доктора педагогических наук, тема: «Обучение чтению аутентичных текстов при несовершенном владении иностранным языком (французский как второй, средняя школа)», работа написана без научного консультанта.
После окончания аспирантуры и по настоящее время работает в ПГУ (ПГПИИЯ, ПГЛУ): ассистент, старший преподаватель, заведующий кафедрой методики преподавания иностранных языков. Исполнял обязанности проректора по заочному обучению, проректора по учебной работе, первого проректора университета.
В 1988—1991 гг. находился в командировке в Республике Конго в качестве преподавателя русского языка в филиале Государственного института русского языка им. Пушкина. Кроме того, читал лекции в Льежском университете (Бельгия), в Минском государственном лингвистическом университете (Республика Беларусь), в Варминско-Мазурском университете (Ольштын, Польша).
В настоящее время — профессор, заведующий кафедрой межкультурной коммуникации, лингводидактики, педагогических технологий обучения и воспитания, советник ректора ПГУ.
Член Российского общества словесности и Российского профессорского собрания. Входит в состав редакционных коллегий журнала «Образование-XXI век» Российского профессорского собрания, журнала «Иностранные языки в школе», научно-методического журнала «Вестник ПГУ», научно-методического журнала «Acta Polono-Ruthenica» Варминско-Мазурского университета в городе Ольштыне (Польша).

## Научная деятельность
Профессор Н. В. Барышников — автор более 150 научных, научно- и учебно-методических работ (монографий, статей в ведущих отечественных и зарубежных статусных научных журналах, учебников и учебных пособий) по межкультурной коммуникации, дидактике многоязычия, методике обучения иностранным языкам и культурам. Индекс Хирша — 22.
Под научным руководством ученого защищено более 50 диссертаций на соискание ученой степени кандидата и доктора педагогических наук.
С 1998 года в память о своем учителе — основателе и первом заведующем первой в СССР кафедрой методики преподавания иностранных языков ПГПИ Борисе Давидовиче Лемперте Н. В. Барышниковым в ПГУ проводится международный научно-методический сипозиум «Лемпертовские чтения».

## Награды
Государственные, ведомственные, региональные, общественные награды СССР и Российской Федерации
- Медаль ордена «За заслуги перед Отечеством» II степени (2010);
- Заслуженный работник высшей школы Российской Федерации;
- Почетная грамота Министерства науки и образования Российской Федерации;
- Медаль К. Д. Ушинского (2018);
- Отличник просвещения Российской Федерации (1996);
- Почетная грамота губернатора Ставропольского края,
- Почетная грамота Государственной Думы Ставропольского края,
- Почетная грамота Министерства образования Ставропольского края,
- Юбилейная медаль «200 лет основания курортного региона РФ Кавказские Минеральные Воды».
- Медаль Ставропольского края «За доблестный труд» (2004).
- Юбилейная медаль «За заслуги перед Пятигорском» (2005).
- Серебряная медаль «За трудовые заслуги» Межотраслевого объединённого комитета по наградам (2009).
- Медаль «150 лет со дня рождения К. Хетагурова» (2010).

Награды иностранных государств
- Орден Академических Пальм, кавалер, Французская Республика,